# John O. McCormick
John Owen McCormick (* 20. September 1918 in Thief River Falls, Minnesota; † 1. April 2010 in York) war ein US-amerikanischer Literaturwissenschaftler und Hochschullehrer.

## Leben und Wirken
Bis 1941 studierte John O. McCormick Vergleichende Literaturwissenschaft an der University of Minnesota. Als die USA in den Zweiten Weltkrieg eintraten, verpflichtete er sich bei der United States Navy. Nach dem Krieg setzte er sein Studium an der Harvard University fort und promovierte dort 1951 zum Ph.D. Anschließend unterrichtete er in Salzburg am „American Studies Program“. 1952/53 hatte er einen Lehrauftrag an der Technischen Universität Berlin über „American Life and Literature“. Von 1955 bis 1959 wirkte er als Professor an der Freien Universität Berlin am neugegründeten „Amerika-Institut“ (später John-F.-Kennedy-Institut für Nordamerikastudien). Nach seiner Rückkehr in die USA übernahm er eine Professur für Vergleichende Literaturwissenschaft an der Rutgers University. 1961 hatte er eine Gastprofessur an der Nationalen Autonomen Universität von Mexiko inne. 1987 trat er in den Ruhestand.
McCormick wurde besonders bekannt durch seine umfangreiche Biographie von George Santayana.

## Veröffentlichungen (Auswahl)
- Amerikanische Lyrik der letzten fünfzig Jahre (= Kleine Vandenhoeck-Reihe, Bd. 38). Vandenhoeck & Ruprecht, Göttingen 1957.
- Catastrophe and imagination. An interpretation of the recent English and American novel. Longmans/Green, London 1957.
- Der moderne amerikanische Roman (= Kleine Vandenhoeck-Reihe, Bd. 94, 95 u. 95 a). Vandenhoeck & Ruprecht, Göttingen 1960.
- (Hrsg., mit Mairi McInnes): Versions of censorship. An anthology. Aldine Publ, Chicago 1962.
- American literature 1919–1932. A comparative history. Routledge & Kegan Paul, London 1971, ISBN 0-7100-7052-7.
- (Hrsg.): A syllabus of comparative literature. 2. Aufl. Scarecrow Press, Metuchen, NJ 1972, ISBN 0-8108-0555-3.
- Fiction as knowledge. The modern post-romantic novel. Rutgers University Press, New Brunswick, NJ 1975, ISBN 0-8135-0804-5.
- Wolfe, Malraux, Hesse. A study in creative vitality. Garland, New York 1987, ISBN 0-8240-8430-6 (= Dissertation Harvard University).
- George Santayana. A biography. Knopf, New York 1987, ISBN 0-394-51037-2 (612 S.).
- Bullfighting. Art, technique, and Spanish society. Rev. ed. Transaction Publ., New Brunswick, NJ 1997, ISBN 1-56000-345-6.
- Seagoing. Memoirs. Transaction Publ., New Brunswick, NJ 2001, ISBN 0-7658-0021-7.
- Another music. Polemics and pleasures. Transaction Publ., New Brunswick, NJ 2008, ISBN 978-1-4128-0793-7.
- (Hrsg.): George Santayana's marginalia. A critical selection (= The works of George Santayana, Bd. 6,1 u. 6,2). Zwei Bände. MIT Press, Cambridge, Mass. 2011, ISBN 978-0-262-01629-2 u. ISBN 978-0-262-01630-8).